# Harmony Samuels
Harmony "H-Money" Samuels (Tottenham, 16 de maio de 1980) é um produtor musical, multi-instrumentista e compositor norte-americano, conhecido pelas colaborações com Brandy, Jennifer Lopez, Mary J. Blige, Ariana Grande, Fifth Harmony, Ciara, e outros.